# Straße des Friedens (Radebeul)

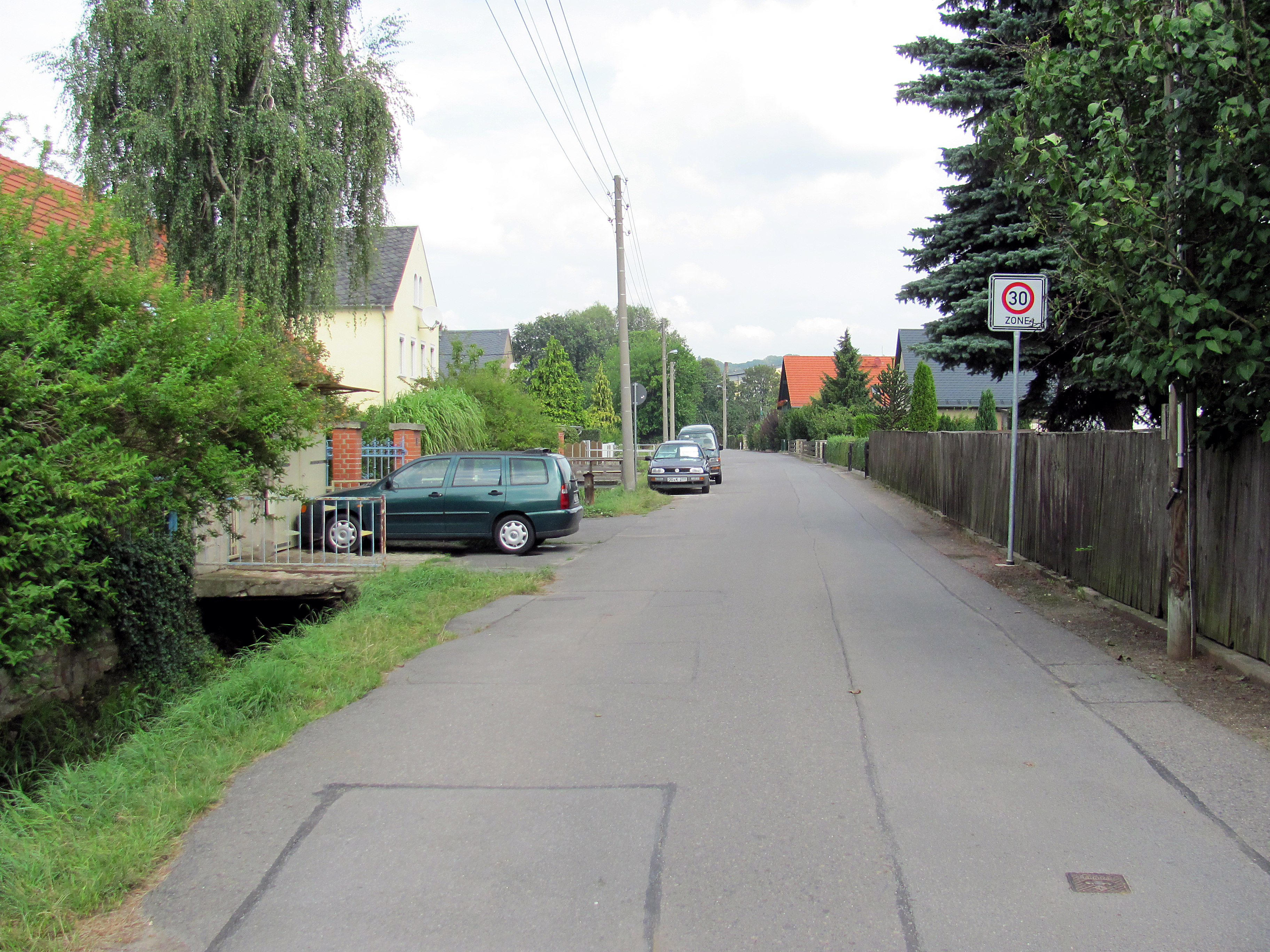
Straße des Friedens, Richtung Norden

Die Straße des Friedens ist eine gut 1,1 Kilometer lange Innerortsstraße der sächsischen Stadt Radebeul, gelegen im Stadtteil Serkowitz. Die Straße war in der frühen Neuzeit Teil der Altstraße der Serkowitzer Viehtriebe.

## Ortslage und Bebauung
Die Straße verläuft von Süden nach Norden auf der Ostseite des Lößnitzbachs, vom alten Serkowitzer Dorfkern, der Straße Altserkowitz, die oberhalb der dortigen Elbefurt liegt, bis zum Rand der Radebeul-Coswiger Niederterrasse an der Meißner Straße vor dem Eingang in den Lößnitzgrund. Sie beginnt auf etwa 111 m und steigt auf etwa 116 m ü. NHN.
Die Hausnummern verlaufen ebenfalls in dieser Richtung, von der Nr. 1 auf der Westseite an der Kötzschenbrodaer Straße bis zur Nr. 60 auf der Ostseite an der Meißner Straße.
Einige Kulturdenkmale liegen entlang der Straße und sind daher in der Liste der Kulturdenkmale in Radebeul (Gemarkung) bzw. Liste der Kulturdenkmale in Radebeul-Serkowitz aufgeführt:
- Alte Schmiede (Kötzschenbrodaer Straße 50), Alte Schule (Nr. 35), Nr. 53, Nr. 55, Nr. 56, Nr. 57, Gewerbe- und Handelsschule der Lößnitzortschaften (Nr. 58),[1] Nr. 59, Apotheke „Weißes Roß“ (Nr. 60)

## Benamung

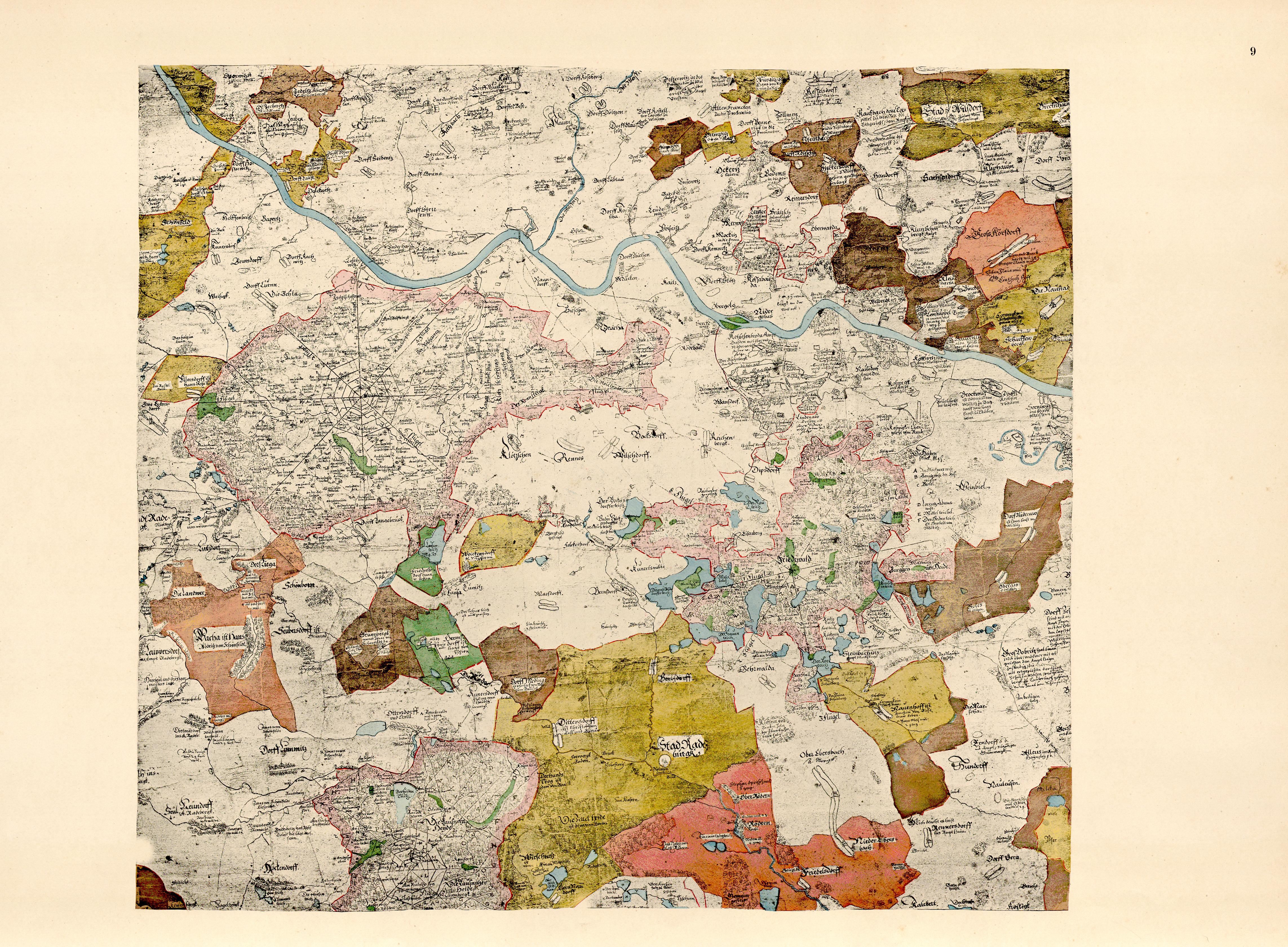
Oeder, Tafel IX mit Dresden. Der eingezeichnete Weg von der Furt in Serkowitz auf die Welzigberge, mit Abzweig in den Lößnitzgrund (Karte verkehrt herum, Süden oben!)

Der Weg wurde bereits von dem Kartografen Matthias Oeder auf seinen Karten der Ersten Kursächsischen Landesaufnahme aus der Zeit um 1600 aufgezeichnet.
Die bei der knapp zweihundert Jahre später errichteten Ausspanne des Gasthofs „Weißes Roß“ bzw. später am Haltepunkt Weißes Roß weitergehende Wegeführung verlängert sich die historische Serkowitzer Viehtriebe (heute Straße des Friedens); sie führte weiter auf der östlichen Seite des Lößnitzbachs an der Hoflößnitz vorbei in den Lößnitzgrund, auf der westlichen Seite des Lößnitzbachs verlängert sie sich über die Paradiesstraße zum Paradies, dem namensgebenden Weinberg in den Welzigbergen, auf dem vor 1850 ein Weinschank mit „selbsterbauten Weinen“ eröffnet wurde. Etwa an der damals sogenannten Christoph Raniß-Mühle traf die Verlängerung des Wegs von der Serkowitzer Furt durch den Lößnitzgrund auf den 7. Flügel des kurfürstlichen Sternflügelsystems im Friedewald (Kartografiesystem [Hellensystem], im umfriedeten kurfürstlichen Jagdwald als sternförmig verlaufende Schneisen vom Hellhaus aus).
Beim später errichteten Gasthof „Weißes Roß“ liegt auch die historische Wegeführung des amtlichen Kirchwegs Augustusweg, zudem trifft etwas weiter nördlich die von Westen kommende Salzstraße/Hausgasse auf den Lößnitzbach.
Für 1875 ist die Bezeichnung Schulstraße belegt, nach der anliegenden Serkowitzer Schule. 1905, nach der Eingemeindung nach Alt-Radebeul, erfolgte die Umbenennung in Criegernstraße.
Nach dem Zweiten Weltkrieg, gleich 1945, erfolgte die Widmung als Straße des Friedens.